# Liste de films tournés aux studios de Joinville

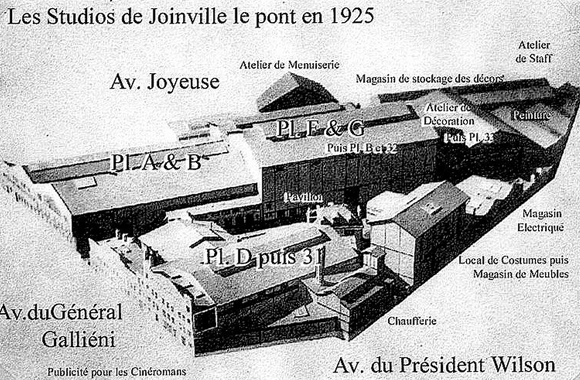
Les studios de Joinville en 1925.

Voici une liste de films tournés aux célèbres studios français Studios de Joinville à Joinville-le-Pont.

## Années 1920
- 1925 : Visages d'enfants de Jacques Feyder
- 1928 : L'Argent de Marcel L'Herbier

## Années 1930
- 1931 : Quand te tues-tu ? de Roger Capellani
- 1932 : L'affaire est dans le sac de Pierre et Jacques Prévert
- 1936 : La Belle Équipe de Julien Duvivier
- 1936 : Mayerling d'Anatole Litvak
- 1937 : Drôle de drame de Marcel Carné
- 1938 : Le Quai des brumes de Marcel Carné
- 1938 : La Bête humaine de Jean Renoir
- 1938 : Mollenard de Robert Siodmak
- 1939 : La Règle du jeu de Jean Renoir

## Années 1940
- 1945 : Les Enfants du paradis de Marcel Carné
- 1945 : Seul dans la nuit de Christian Stengel

## Années 1950
- 1952 : Nez de cuir d'Yves Allegret
- 1955 : French Cancan de Jean Renoir
- 1956 : Elena et les Hommes de Jean Renoir

## Années 1960

### 1961
- 1961 : Les Ferrets de la reine de Bernard Borderie
- 1961 : La Vengeance de Milady de Bernard Borderie

## Années 1980

### 1982
- 1982 : La Truite de Joseph Losey